# Osvald Helmuth
Osvald Helmuth Herbert Pedersen (* 14. Juli 1894 in Kopenhagen; † 18. März 1966 ebenda) war ein dänischer Schauspieler und Sänger.

## Leben und Werk
Osvald Helmuth wuchs gemeinsam mit drei Brüdern und zwei Schwestern in Kopenhagen auf. 
Er absolvierte von 1910 bis 1913 am Königlichen Theater Kopenhagen eine Gesangsausbildung und eine Schauspielausbildung, wo er am 6. September 1913 sein Bühnendebüt hatte und auch ein langjähriges Ensemblemitglied war. Er trat auf der Bühne in zahlreichen Theaterstücken, Kabarett-Programmen, Varieté-Shows und Musicals, wie in My Fair Lady, auf. Er trat als Theaterschauspieler auch in Oslo, Stockholm, Paris, London, New York und Moskau auf. 
Als Sänger veröffentlichte Osvald Helmuth in Dänemark eine große Anzahl von Schallplatten.
Er wirkte von 1912 bis zu seinem Tod in mehr als 30 Film- und Fernsehproduktionen mit, davon auch in einigen Stummfilmen. Zudem führte er bei einem Spielfilm die Regie und verfasste mehrere Drehbücher.
Osvald Helmuth war ab dem Jahr 1953 Träger des Dannebrogordens. Er wurde zudem mehrmals mit dem Teaterpokalen und auch einmal mit dem Bodil als Bester Hauptdarsteller ausgezeichnet. Seine Revuenummer Brev til Bulganin wurde in den Dänischen Kulturkanon 2006 aufgenommen.

## Privates
Osvald Helmuth war in erster Ehe von 1918 bis 1923 mit Alma Sofie Olsen (1895–?) verheiratet. Die Ehe blieb kinderlos. In zweiter Ehe war er von 1930 bis zu seinem Tod mit Sylvia Dorothea Jeppesen (1907–1975) verheiratet. Aus dieser Ehe stammte sein Sohn Frits Helmuth, welcher ebenfalls den Schauspielberuf ergriff.
Osvald Helmuth starb am 18. März 1966 im Alter von 71 Jahren nach längerer Krankheit im Kopenhagener Sundby-Krankenhaus. Seine Grabstätte befindet sich auf dem Ordrup-Kirkegard in Gentofte.

## Filmografie (Auswahl)
- 1950: En by ved navn København (Sprecher)
- 1962: Der Junge, der Pferde liebte (Den hvide hingst)
- 1962: Harry und sein Kammerdiener (Harry og kammertjeneren)
- 1966: Hunger (Sult)